# Grzegorz Kapusta
Grzegorz Krzysztof Kapusta (ur. 14 listopada 1966 w Rykach) – polski samorządowiec i menedżer, w latach 2016–2018 wicemarszałek województwa lubelskiego.

## Życiorys
Absolwent Technikum Hodowli Roślin i Nasiennictwa w Sobieszynie-Brzozowej oraz studiów na Akademii Rolniczej w Lublinie (w filii w Zamościu – Instytucie Nauk Rolniczych). Od 1998 pracował w Spółdzielni Mleczarskiej Ryki, w tym przez 14 lat jako wiceprezes odpowiedzialny za bazę surowcową i handel.
Wstąpił do Polskiego Stronnictwa Ludowego, w 2007 i 2019 z jego listy bezskutecznie kandydował do Sejmu. W 2006 (po objęciu przez Mariana Starownika funkcji starosty lubartowskiego), 2010, 2014 i 2018 uzyskiwał mandat radnego sejmiku lubelskiego III, IV, V i VI kadencji. W V kadencji sprawował funkcję przewodniczącego klubu radnych PSL. W lipcu 2016 został wybrany na wicemarszałka województwa lubelskiego, odpowiedzialnego m.in. za rolnictwo, geodezję i cyfryzację; zastąpił zmarłego Artura Walaska. Sprawował tę funkcję do końca kadencji w 2018. Z ramienia współtworzonej przez ludowców Trzeciej Drogi bezskutecznie kandydował w 2023 do Sejmu, a w 2024 na burmistrza i na radnego w Rykach.

## Życie prywatne
Jest żonaty, dwie córki.